# ماگدالنا شیبال
ماگدالنا شِـیبال (لهستانی: Magdalena Schejbal؛ زادهٔ ۷ فوریه ۱۹۸۰) بازیگر اهل لهستان است.
از فیلم‌ها یا مجموعه‌های تلویزیونی که وی در آن‌ها نقش داشته‌است، می‌توان به گوش آقای رئیس، دستورالعمل زندگی، کارآگاهان جنایی، در خوشی و سختی، پدر متیو، قانون حقیقی، پرستار کودک و سکسیفای اشاره نمود.